# Lista de ilhas da Espanha

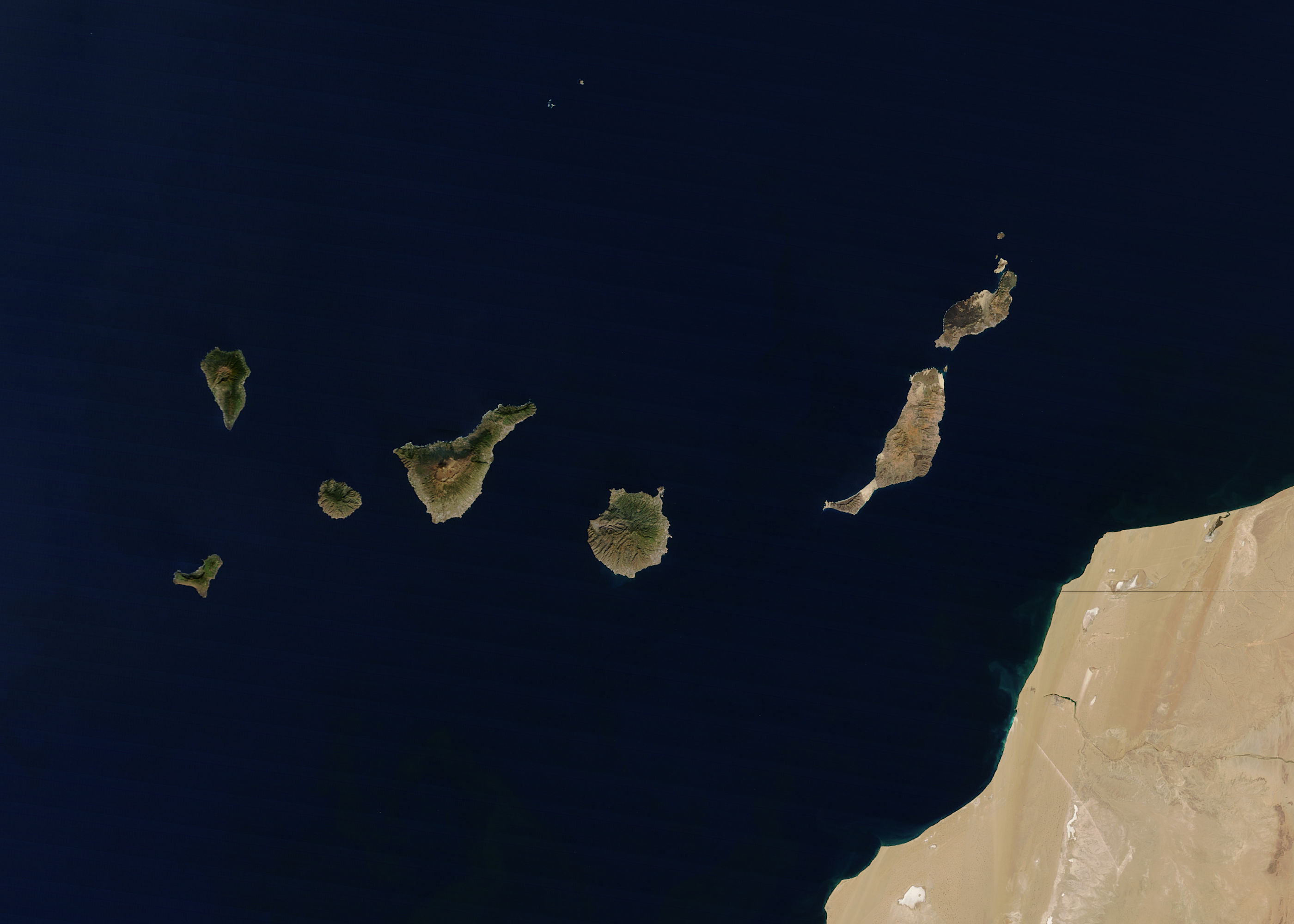
Ilhas Canárias

A Espanha possui várias ilhas, tanto no Oceano Atlântico quanto no Mar Mediterrâneo. Aqui está uma lista das ilhas mais significativas da Espanha:
1. Ilhas Canárias: Localizadas no oceano Atlântico, ao largo da costa noroeste da África, o arquipélago das Ilhas Canárias é composto por sete ilhas principais:
  - Tenerife
  - Gran Canaria
  - Lanzarote
  - Fuerteventura
  - La Palma
  - La Gomera
  - El Hierro
2. Ilhas Baleares: Localizadas no mar Mediterrâneo, a leste da península Ibérica, as Ilhas Baleares são um arquipélago composto por quatro ilhas principais:
  - Mallorca (ou Maiorca)
  - Menorca (ou Minorca)
  - Ibiza
  - Formentera

Além dessas ilhas principais, existem várias ilhas menores e ilhéus pertencentes à Espanha, tanto nas Canárias quanto nas Baleares. Essas ilhas contribuem para a diversidade geográfica e cultural do país, além de serem destinos turísticos populares.